# Valknut

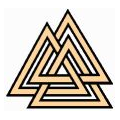
Valknut.

Le valknut, « nœud des occis » en vieux norrois, de valr, « guerriers tués » et knut, « nœud », est une figure composée de trois triangles entrelacés. Bien que l'ancienneté de son nom soit discutée, c'est un vieux symbole de la mythologie germanique et scandinave pouvant signifier plusieurs choses.
Notamment, il est lié au dieu Odin évoquant la vaillance et la mort (dans le sens de la libération de l'âme) et les racines d'Yggdrasil (dans le sens de l'interconnexion des neuf mondes de la religion nordique). Il est ainsi relié à la symbolique du trois et du neuf dans la mythologie nordique.

## Étymologie
Le terme valknut provient du norvégien et n’est pas attesté en vieux norrois. Hellers fait cependant remarquer que le terme existait déjà au XVIIIe siècle pour désigner à la fois un nœud double en forme de S et un motif géométrique utilisé en tapisserie, similaire au nœud de Bowen. L’aspect visuel de ces formes étant assez différent de celui du présent valknut, il n’existe aucune certitude quant au lien entre elles, bien que cela tende à montrer que le terme n’est pas une invention récente et pourrait donc avoir effectivement une origine ancienne.
Le mot est divisé en deux composé : val et knut. Le second ne pose pas de problème d’interprétation particulier est généralement reconnu comme provenant du vieux norrois knútr, « nœud ». Le premier en revanche pourrait provenir de plusieurs mots : de val, « le choix », de valr, « le faucon » ou de son homonyme signifiant « celui qui est tombé au combat », de vala, « la phalange » ou encore de vǫlr, valr, désignant un bâton arrondi. Hellers considère qu’il est probable malgré tout que, s’il a existé, le mot *valknútr ait eu pour sens « nœud de ceux qui sont tombés au combat ». Cette interprétation ne fait toutefois pas l’unanimité, non plus que celle y voyant un heiti pour désigner le cœur ou celle y voyant une corruption d’un hypothétique *valhnot, « noix ».
Enfin, val pourrait référer à l'indo-européen *wald, référant à la « puissance », à la « souveraineté », au « gouvernement », donnant le latin valor, notre actuelle « valeur », comme dans le celtique breton Thulé, Thual ou Tudal, « peuple valeureux »

## Archéologie et histoire

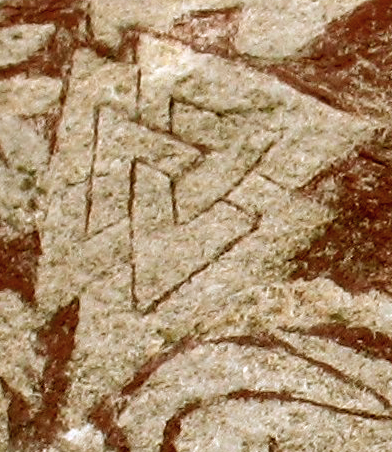
Valknut tricursal sur la pierre de Stora Hammar. I

Le valknut apparaît sur une large variété d'objets trouvés dans les régions habitées par les Germano-Scandinaves préchrétiens. Il a été observé dès le VIIe siècle sous deux formes topologiques distinctes : unicursale (pierre de Tängelgarda) et tricursal (pierre de Lärbro). Il apparaît également sur un anneau trouvé dans la rivière Nene, un doigt d'or anglo-saxon daté de la même époque, en Angleterre, et sur le bateau d'Oseberg, en Norvège. Il existe des comparaisons dans les Eddas, avec le cœur de Hrungnir fait en pierre avec trois coins, comme le symbole sculpté hrungnishjarta. Enfin, le valknut apparaît sur deux pierres du Gotland : la pierre de Stora Hammars I.

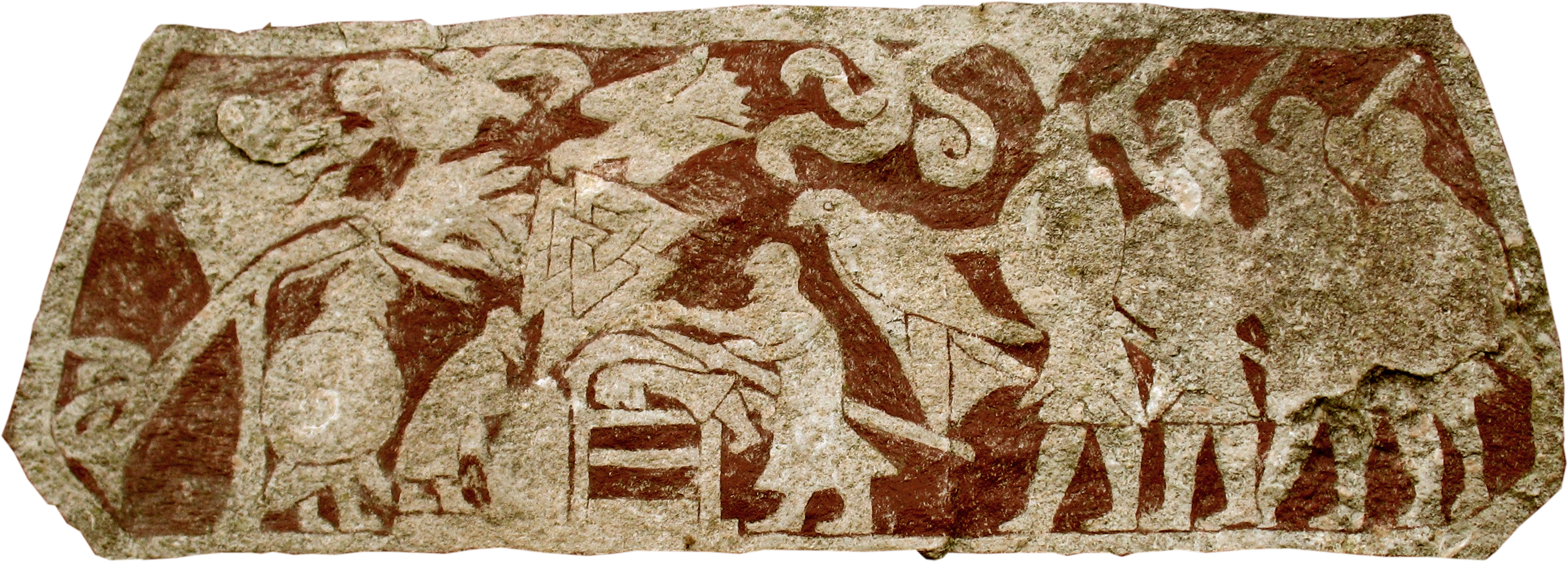
Fragment de la pierre de Stora Hammar I, au Gotland. Un valknut se trouve en position prédominante au centre, à côté de personnage analysé en tant que le dieu Odin, avec sa lance caractéristique. Il pousse une autre figure dans un monticule funéraire, tandis qu'un corbeau est au-dessus de la tête et un autre homme est pendu.

Le valknut apparaît donc sous deux formes, topologiquement distinctes :
1. Le symbole unicursal, observable aussi sur la triquetra. On le voit sur la pierre de Tängelgårda ;
2. Le symbole tricursal, entrelaçant trois triangles, équivalent à un nœud borroméen. On le voit sur la pierre de Stora Hammar I, ainsi que sur l'anneau de la rivière Nene et le bateau d'Oseberg ;
3. D'autres formes seraient possibles, nous ne connaissons que les deux précédentes.

Dans le bokmål norvégien, le terme valknute désigne un polygone avec une boucle à chaque angle. En anglais, le symbole du nœud de Bowen est nommé bras de saint Jean (Saint John's Arms).

## Symbologie

Le vaknut en forme de nœud borroméen. (Knot Atlas L6a4)
En forme de nœud de trèfle, ou triquetra (unicursal)  (Knot Atlas 3_1)
En chaîne fermée à trois maillons. (Knot Atlas L6n1)

## Théories et interprétations

### Odin et les liens mentaux

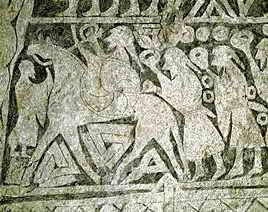
La pierre de Tängelgårda du Gotland, en Suède, comporte des valknuts entre les pattes d'un cheval.

Hilda Ellis Davidson théorisa un lien entre le valknut, le dieu Odin et les « liens mentaux ». Elle considère le nœud des occis comme le symbole du pouvoir d'Odin œuvrant à la libération (voire l’entrave) des einherjar.
Par exemple, à côté de la figure d'Odin à cheval visible sur plusieurs pierres funéraires, il y a représenté un nœud, appelé le valknut, aussi relayé au triskèle. On pense que cela symbolise le pouvoir du dieu de lier et de détacher, mentionné dans les poèmes et ailleurs. Odin avait le pouvoir d'établir des liens sur les esprits, de sorte que les hommes devenaient impuissants au combat, et il pouvait aussi relâcher les tensions de peur et de détresse par ses dons de folie de combat, d'ivresse et d'inspiration.
Davidson ajoute que des symboles similaires sont trouvés à côté de figures de loups et de corbeaux, « sur certaines urnes crématoires » des cimetières anglo-saxon en East Anglia.

### Le cœur de Hrungnir
Le chapitre 17 de l'Edda en prose daté du XIIIe siècle (le Skáldskaparmál) contient les descriptions suivantes à propos du cœur du jötunn Hrungnir : « Hrungnir avait un cœur réputé. Il était fait d'une rude pierre à trois angles, tout comme le symbole sculpté nommé hrungnishjarta [cœur de Hrungir]. » Des comparaisons ont été faites entre cette description et le valknut, donc.

### Rites mortuaires
Étant donné que le symbole apparaît sur des pierres en compagnie d'Odin et sur les cadeaux funéraires du bateau d'Oseberg, Rudolf Simek estime que le symbole peut avoir été associé à des pratiques religieuses entourant la mort.

### Runologie
Selon Nigel Pennick, le valknut serait une forme variante de Thurisaz, tandis qu’Edred Thorsson souligne la présence de trois Laguz reliés par leur origine. Chacune de ces deux interprétations met en exergue la dimension numérologique des runes précitées, ces dernières étant chacune des multiples de 3 (respectivement, 3 et 21 selon le futhark ancien).
Principalement utilisé comme symbole des liaisons du temps en divination, il sera par la suite utilisé pour d'autres effets qui le détournent de son sens originel. Le valknut, créé par le dieu Odin rassemble le passé, Urd, le présent, Verdandi et le futur, Skuld. L'intersection de ses trois triangles montre qu'ils sont inséparables et que leur unité les grandit.[réf. nécessaire]

## Usages contemporains

### Religions, arts et cultures
Le symbole du valknut joue un rôle dans le paganisme contemporain, notamment dans la résurgence de l'ancienne religion nordique nommée Asatru (la foi dans les Ases). De nombreuses explications et interprétations du symbole sont données actuellement, et il est régulièrement employé en guise de tatouage.
Les habitants de l'ancien comté de Dabo traçaient d'un seul trait « trois triangles enlacés » sur la porte des étables et des écuries pour les protéger des Drückmännle, des esprits-nains réputés empêcher les bébés et le bétails de respirer en leur oppressant la poitrine.
Le valknut apparaît encore en incrustation de touche sur certaines signatures du guitariste d'Arch Enemy/Carcass, Michael Amott's, sur les modèles "Tyrant" de Dean Guitars.
Dans Civilization VI, le valknut est symbole national de la Norvège qui, dans le jeu, est menée par la figure de Harald Hardrada, représentatif des vikings.

### Logos, sports et commerces
En Suède, la fabrique de pâtes et papiers Svenska Cellulosa Aktiebolaget l'utilise en tant que logo, sur plusieurs de ses produits. Il apparaît aussi sur le logo de la firme américaine d'ingénierie RedViking. Il s'agit en outre d'un logiciel.
Le DFB a aussi utilisé un logo inspiré par la forme unicursale du valknut, pour l'équipe nationale de football allemand depuis 1991.

### Politiques, militantismes et idéologies
Le symbole, comme beaucoup d'autres (à commencer par le svastika ou croix gammée hindoue, pour les nazis) est employé dans certains mouvements nationalistes occidentaux, voire suprémacistes blancs,, tels que le wotanisme, alors que les anciens Germano-Scandinaves n'étaient pas préoccupés par de telles problématiques contemporaines, aussi le politologue Stéphane François, estime que pour cette mouvance, le valknut
symbolise les guerriers morts au combat dont les âmes partent au Valhalla. Le sous-entendu est explicite : il faut saluer la mémoire des militants morts pour la cause suprémaciste/identitaire blanche et continuer leur « œuvre ».